# Whitney Port
Whitney Eve Port (née le 4 mars 1985) est une célébrité américaine de la télévision, une créatrice de mode et une auteure. Née et élevée à Los Angeles, en Californie, elle fréquente la Crossroads School de Santa Monica à l'adolescence. En 2006, Port devient célèbre après avoir participé à la série de télé-réalité The Hills, qui retrace la vie personnelle et professionnelle de Whitney Port et de ses amis Lauren Conrad, Heidi Montag et Audrina Patridge. Au cours de sa production, elle occupe des postes chez Teen Vogue et People's Revolution de Kelly Cutrone.
Après s'être installée à New York pour commencer à travailler avec Diane von Fürstenberg en 2008, Port est chargée de jouer dans sa propre série dérivée The City, qui documente à l'origine la vie de Port et de ses compagnons Jay Lyon, Olivia Palermo et Adam Senn. Après avoir subi plusieurs ajustements de casting et reçu des audimats décevants, la série est annulée en 2010, après deux saisons de diffusion. Port lance sa ligne de mode Whitney Eve en 2009. En 2012, elle est juge au huitième cycle du Britain and Ireland's Next Top Mode (en).

## Vie et carrière

### 1985-2005: petite enfance et éducation
Whitney Eve Port nait à Los Angeles en Californie, de Jeffrey et Vicki (née Woskoff),. Son père est propriétaire de la société de mode Swarm et décède en mars 2013 d'un cancer du rein. Whitney Port a un frère nommé Ryan et trois sœurs nommées Ashley, Paige et Jade. Elle grandit au sein d'une famille juive,.
Whitney Port fréquente les écoles primaires Warner Avenue et Crossroads. En 2007, elle obtient son diplôme de l'université de Californie du Sud, avec une majeure dans les études de genre. Par la suite, elle effectue des stages avec les magazines Women's Wear Daily et W,.

### 2006-2010:The HillsetThe City

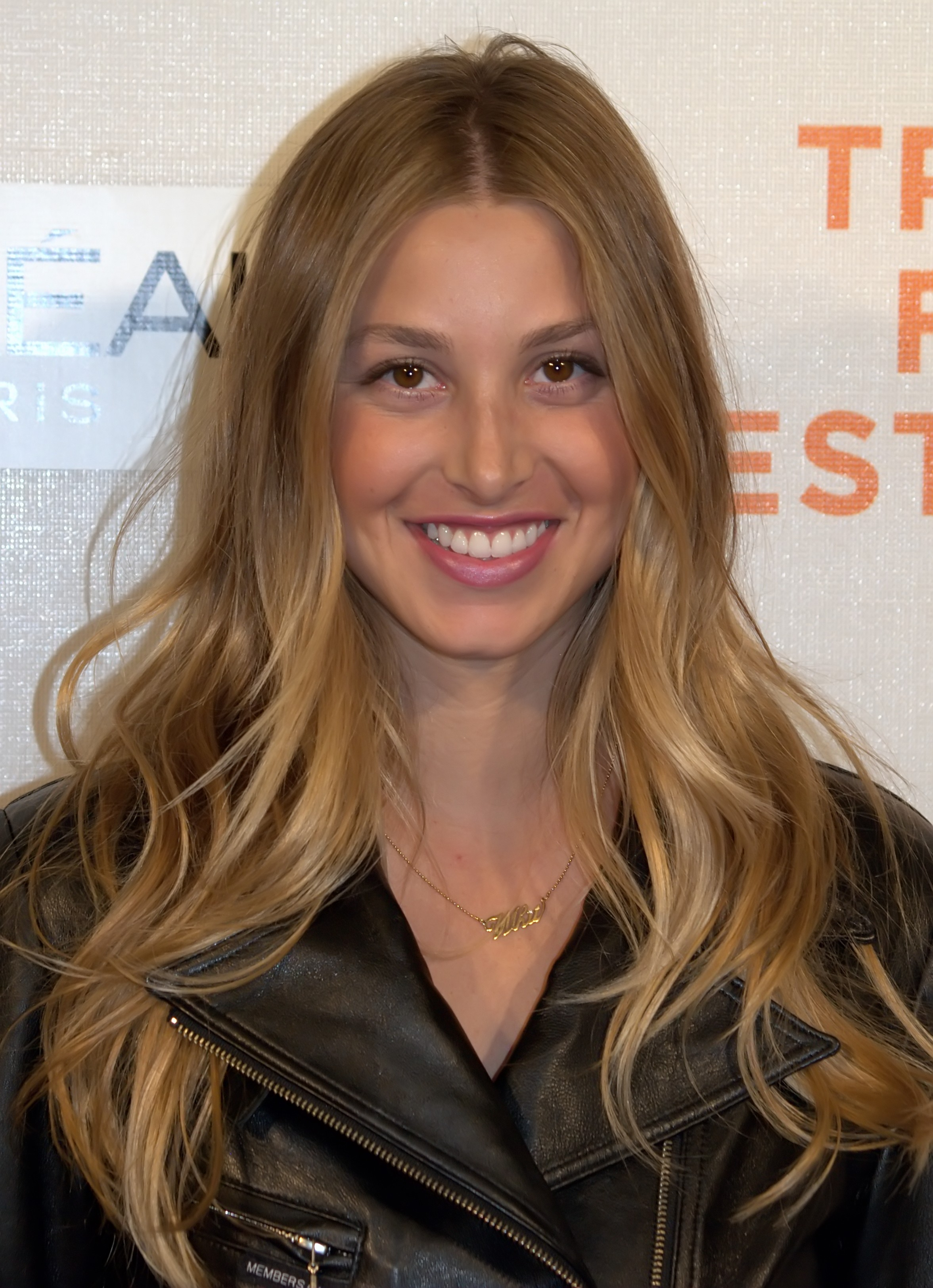
Port au Festival du film de Tribeca en 2009.

En 2006, MTV développe la série de télé-réalité The Hills comme spin-off de Laguna Beach: The Real Orange County. À l'origine, elle retrace la vie de Lauren Conrad, qui figure dans le film principal, sa colocataire Heidi Montag, et de ses amies Audrina Patridge et Port. Pendant la production de la première saison, Port et Conrad effectuent des stages avec Teen Vogue sous la direction de Lisa Love, rédactrice de Vogue pour la côte Ouest, qui a déclaré que les filles devaient passer des entretiens avec succès pour les postes, « indépendamment de ce que les caméras voulaient ». En 2007, Port trébuche dans les escaliers lors d'un reportage en direct pour Good Morning America. Au cours de la troisième saison de The Hills, Port est promue au poste de collaboratrice pour Teen Vogue de la côte Ouest, mais quitte son poste en 2008. Plus tard dans l'année, Port et Conrad commencent à travailler pour la firme de relations publiques de Kelly Cutrone nommée People's Revolution. Port refuse de devenir colocataire avec Conrad et Patridge, disant qu'elle « [préfère] garder certaines choses privées ».
En mars 2008, Port lance sa première ligne de vêtements Whitney Eve. À la fin de la quatrième saison de The Hills, en décembre de la même année, Port déménage à New York pour accepter un poste chez Diane von Fürstenberg. Ce mois-là, elle est choisie pour jouer dans la série dérivée The City, qui met également l'accent sur son petit ami Jay Lyon, leurs amis Erin Lucas et Adam Senn, et sa collègue Olivia Palermo. Au cours de la première moitié de la saison d'inauguration, Port rompt avec Lyon, se met en conflit avec Palermo sur le lieu de travail et retourne finalement chez People's Revolution. Après un audimat décevant, Lyon, Lucas, et Senn sont remplacés par Roxy Olin, l'ami de Port et Erin Kaplan, la nouvelle collaboratrice de Palerme, au cours de la deuxième moitié de la première saison. La deuxième saison de la série voit le développement de Whitney Eve, et diffuse son dernier épisode en juillet 2010 avant d'être officiellement annulée en octobre,.

### 2011-2018: Projets de vente et mariage
À la fin de 2010, Port fait une apparition dans la série en ligne Hollywood Is Like High School with Money, dont elle est la productrice exécutive. Le programme sert également de plateforme promotionnelle pour sa collection Whitney Eve. En janvier 2011, Port fait l'objet d'un article dans un magazine diffusé dans Maximal. En février, Port publie son premier livre True Whit: Designing a Life of Style, Beauty and Fun. Plus tard la même année, elle anime le jeu télévisé Genuine Ken, exclusif à Hulu.
En 2012, il est confirmé que Port rejoindra le jury du huitième cycle du Britain and Ireland's Next Top Model (en), aux côtés de Tyson Beckford, un autre nouvel employé, et des juges Elle Macpherson et Julien MacDonald. Elle quitte l'émission à la fin de la saison. Port joue un rôle dans le film Ce qui vous attend si vous attendez un enfant, mettant en vedette Jennifer Lopez.
En mars 2013, le père de Whitney, Jeffrey Port, décède des suites d'une bataille d'un an contre le cancer du rein. En novembre 2013, elle annonce ses fiançailles avec son ancien producteur de la série « The City », Tim Rosenman, qu'elle a commencé à fréquenter en 2012. Ils se marient le 7 novembre 2015. En février 2017, Port et Rosenman annoncent qu'ils attendent leur premier enfant. Ils ont un fils le 27 juillet 2017.

### 2019:The Hills: New Beginnings
Lors des MTV Video Music Awards de 2018, MTV annonce un reboot de The Hills intitulé The Hills: New Beginnings, dont la première est prévue en 2019. Il est annoncé que Port sera un des acteurs de cette nouvelle série,,.

## Filmographie
| Année      | Titre                                         | Rôle                                                     | Remarques                        |
| Télévision | Télévision                                    | Télévision                                               | Télévision                       |
| ---------- | --------------------------------------------- | -------------------------------------------------------- | -------------------------------- |
| 2006–2008  | The Hills                                     | Elle-même                                                | Actrice principale (Saisons 1–4) |
| 2008       | Entourage                                     | Épisode: Gotta Look Up to Get Down (Saison 5, Épisode 7) |                                  |
| 2008–10    | The City                                      | Narratrice et actrice principale (seasons 1–2)           |                                  |
| 2009       | Les Griffin                                   | Épisode Réveil difficile (Saison 7, Épisode 14)          |                                  |
| 2010       | Top Model USA                                 | Big Hair Day (Cycle 14, Épisode 8)                       |                                  |
| 2010       | Hollywood is Like High School with Money      | 1 épisode                                                |                                  |
| 2010       | Anna &amp; Kristina's Beauty Call             | Kathryn: Sophisticated Evening (Saison 1, Épisode 10)    |                                  |
| 2011       | Genuine Ken                                   | Animatrice (Saison 1)                                    |                                  |
| 2012       | Britain amd Ireland's Next Top Model          | Juge du huitième cycle                                   |                                  |
| 2016       | Almost Royal                                  | Holiday (Saison 2, Épisode 8)                            |                                  |
| 2019       | The Hills: New Beginnings                     | Actrice principale                                       |                                  |
| Film       |                                               |                                                          |                                  |
| 2012       | Ce qui vous attend si vous attendez un enfant | Elle-même                                                | Caméo                            |

## Ouvrages publiés
- True Whit: Designing a Life of Style, Beauty, and Fun, 2011.